# Woltamperometria
Woltamperometria – technika analityczna, której podstawą jest pomiar zależności natężenie prądu – potencjał elektryczny w układzie elektrody pracującej i odniesienia zanurzonych w roztworze badanym zawierającym oznaczaną substancję i elektrolit podstawowy. Elektroda porównawcza (odniesienia) jest niepolaryzowana (np. elektroda kalomelowa), natomiast elektroda pracująca jest polaryzowaną obojętną i może to być:
- kroplowa elektroda rtęciowa (KER)
- inna elektroda rtęciowa
- mikroelektroda stała

Pomiary wykonywane z zastosowaniem KER są nazywane polarografią zgodnie z terminologią Międzynarodowej Unii Chemii Czystej i Stosowanej (IUPAC), choć często pojęcie to jest utożsamiane z woltamperometrią.